# Hans Fredrik Dahl
Hans Fredrik Dahl (nascido em 16 de outubro de 1939) é um historiador norueguês, jornalista e estudioso da mídia, mais conhecido no mundo de língua inglesa por sua biografia de Vidkun Quisling, colaborador nazista e ministro-presidente da Noruega durante a Segunda Guerra Mundial. Sua pesquisa está focada na história da mídia, nas ideologias totalitárias do século XX e na Segunda Guerra Mundial. Ele atuou como editor de cultura da Dagbladet 1978-1985 e é membro do conselho desde 1996. Ele foi professor na Universidade de Oslo em 1988–2009 e agora é professor emérito.

## Vida pessoal
Dahl nasceu em Oslo, filho de Jacob Dahl, engenheiro, e sua esposa Sophie Harbitz. Ele foi casado com jurista e pioneira da jurisprudência feminista Tove Stang Dahl (née Tove Thiis Stang) de 1960 a 1993, e com a historiadora de arte Elisabeth Elster de 1996. Ele é neto materno do patologista Francis Harbitz e primo do historiador Francis Sejersted.
Em sua juventude, ele se definiu como marxista e socialista e foi eleito chefe da Sociedade Norueguesa de Estudantes como candidato de esquerda em 1963. Ele se converteu ao catolicismo nos anos 2000, depois de se recuperar de uma doença grave.

## Carreira
Ele escreveu dois livros sobre a história da Norwegian Broadcasting Corporation (NRK): Hallo-Hallo (1975) e Dette er London (1978). Foi editor cultural do jornal Dagbladet de 1978 a 1985 e professor de 1988 a 2009 na Universidade de Oslo. Dahl foi co-editor das enciclopédias Pax Leksikon (1978–1981) e Norsk krigsleksikon 1940-45 (1995), e o histórico de quatro volumes da imprensa Norsk presses historie 1660–2010. Ele é, no entanto, o mais famoso no mundo de língua inglesa pelo livro Quisling: A Study in Treachery, uma biografia em dois volumes do político e do ministro-presidente Vidkun Quisling; foi condensado em um volume após a tradução para o inglês.
Ele é membro da Academia Norueguesa de Ciências e Letras. Em 2000, ele recebeu o Prêmio Honorário Fritt Ord.

## Obras selecionadas
- Norge mellom krigene (1971)
- Hallo-Hallo. Kringkastingen i Norge 1920–1940 (1975)
- "Dette er London". NRK i krig 1940–1945 (1978)
- Vidkun Quisling. En fører blir til (biografia, 1991)
- Vidkun Quisling. En fører for fall (biografia, 1992)